# Рибінський ВТТ
Рибінський ВТТ (рос. РЫБИНСКИЙ ИТЛ, Рыбинлаг) — підрозділ, що діяв в структурі Головного управління виправно-трудових таборів Народного комісаріату внутрішніх справ СРСР (ГУЛАГ НКВД).
Організований 24.02.42 на базі Волголагу;

закритий 26.02.44 (створення ВТТ Волгобуду).
Дислокація: Ярославська область, м.Рибінськ

## Виконувані роботи
- лісозаготівлі (за планом Волгобуду на 1942),
- забезпечення робочою силою Углицького з-ду, робіт Волгобуду по Рибінському водосховищу і ГЕС, Наркомрічфлоту і Наркомату електростанцій,
- заготівля і постачання для НКВД у Москві дров та ділової деревини,
- виробництво спецукупорки і корпусів для 120-мм мін,
- деревообробка та металообробка,
- швейне, пенько-джутове, взуттєве, шкіряне виробництва;
- с/г, рибальство.

## Чисельність з/к
- 01.04.42 — 34 4413,
- 01.01.43 — 29634;
- 01.01.44 — 22584;
- 01.03.44 — 24844.